# Löbenberg
Der Löbenberg ist ein Berg in der eher flachen Landschaft zwischen Leipzig und Torgau. Er liegt etwa 2 km nordwestlich von Hohburg im Sächsischen Hügelland. Seine Höhe beträgt zwar nur 240 m ü. NHN, trotzdem ist er aber mit den Resten einer alten Rodelbahn als Wintersportstätte genutzt worden. Der Berg ist weithin sichtbar.
Er bildet den Mittelpunkt eines Landschaftsschutzgebiets und gehört zusammen mit dem Naturschutzgebiet Kleiner Berg zum Erholungsgebiet Hohburger Berge (auch Hohburger Schweiz genannt).

## Entstehung und Geologie
Wie auch die anderen Berge in der Gegend von Hohburg ist der Löbenberg, die höchste dieser Erhebungen, vulkanischen Ursprungs. Sein Alter wird auf etwa 280 Millionen Jahre geschätzt. Während der Eiszeiten wurde die Bergkuppe zu ihrer jetzigen runden Form abgeschliffen. Er besteht zum größten Teil aus Quarzporphyr, das von Mitte des 19. Jahrhunderts bis Anfang der 1960er Jahre in mehreren Steinbrüchen als Material für Pflastersteine und zur Verwendung als Schotter abgebaut wurde.